# Gare du Cros-de-Cagnes
La gare du Cros-de-Cagnes est une gare ferroviaire française de la ligne de Marseille-Saint-Charles à Vintimille (frontière), située sur le territoire de la commune de Cagnes-sur-Mer, dans le département des Alpes-Maritimes en région Provence-Alpes-Côte d'Azur.
C'est une gare de la Société nationale des chemins de fer français (SNCF), desservie par des trains TER Provence-Alpes-Côte d'Azur.

## Situation ferroviaire
Établie à 14 m d'altitude, la gare du Cros-de-Cagnes est située au point kilométrique (PK) 214,348 de la ligne de Marseille-Saint-Charles à Vintimille (frontière), entre les gares de Cagnes-sur-Mer et de Saint-Laurent-du-Var.

## Histoire
Elle figure dans la nomenclature 1911 des gares, stations et haltes, de la Compagnie des chemins de fer de Paris à Lyon et à la Méditerranée, c'est une station nommée Cros-de-Cagnes. Elle porte le no 25 de la section de Paris à Marseille et à Vintimille. C'est une station ouverte uniquement au service voyageurs avec bagages et chiens, les articles de messagerie : « y compris les denrées, finances et valeurs dont le poids n'excède pas 100 kilogrammes par expédition, les expéditeurs et destinataires étant tenus d'aider à la manutention de leurs colis », ce service n'est disponible qu'à certaines périodes affichées dans la station. Il n'y a pas de service de la petite vitesse (PV).

## Fréquentation
De 2015 à 2023, selon les estimations de la SNCF, la fréquentation annuelle de la gare s'élève aux nombres indiqués dans le tableau ci-dessous.
| Année                     | 2015    | 2016    | 2017    | 2018    | 2019    | 2020    | 2021    | 2022    | 2023    |
| ------------------------- | ------- | ------- | ------- | ------- | ------- | ------- | ------- | ------- | ------- |
| Voyageurs                 | 143 461 | 148 277 | 179 215 | 173 172 | 221 457 | 137 254 | 189 625 | 240 535 | 286 437 |
| Voyageurs + non voyageurs | 179 327 | 185 346 | 224 018 | 216 465 | 276 822 | 171 568 | 237 032 | 300 699 | 358 047 |

## Service des voyageurs

### Accueil
Gare SNCF, elle dispose d'un bâtiment voyageurs, avec guichet, ouvert du lundi au vendredi, fermé les samedis dimanches et fêtes. Elle est équipée d'automates pour l'achat de titres de transport.

### Desserte
Le Cros-de-Cagnes est desservie par des trains TER PACA qui effectuent des missions entre les gares de Cannes-la-Bocca et de Vintimille.

### Intermodalité
La gare est desservie par les bus urbains.